# غونغ جينجي
غونغ جينجي (ولدت في 12 تشرين الثاني 1986) هي متسابقة من الصين في سباق الدراجات ، وهي عضو في فريق مقاطعة جيلين منذ عام 2002 و المنتخب الصيني منذ عام 2005.

## وصلات خارجية
- غونغ جينجي على موقع الاتحاد الدولي للدراجات (الإنجليزية)
- غونغ جينجي على موقع أرشيف الدراجات (الإنجليزية)
- غونغ جينجي على موقع CycleBase (الإنجليزية)
- غونغ جينجي على موقع أوليمبيديا (الإنجليزية)